# Дерюгин, Александр Александрович (информатик)
Дерюгин Александр Александрович (1933 — 2012) — советский и российский учёный, доктор технических наук, профессор кафедры вычислительных машин, систем и сетей. Известный специалист в области проектирования запоминающих устройств и высокопроизводительных вычислительных систем.

## Биография
Родился 1 декабря 1933 года в Москве.
В 1958 году окончил Московский энергетический институт на кафедре «Автоматика и телемеханика». В течение десяти лет работал в одном из Московских НИИ, занимаясь разработкой запоминающих устройств для бортовых ЭВМ. С 1968 года на преподавательской работе в МЭИ. Основное направление учебной работы - аппаратные средства вычислительной техники и вопросы проектирования микропроцессорных вычислительных и управляющих систем. 
Круг научных интересов: проектирование структур памяти, проектирование микропроцессорных вычислительных и управляющих систем, моделирование работы многопроцессорных вычислительных систем. Руководил обучением аспирантов (8 аспирантов успешно защитили кандидатские диссертации). Является соавтором и редактором трёх книг, выпущенных во внешних издательствах, а также автором и редактором более 20 учебных и методических пособий, изданных в МЭИ. Автор и соавтор 50 научных статей и отчётов.
Умер 26 октября 2012 года в Москве. Похоронен на 17-м участке Ваганьковского кладбища.

## Публикации
- Дерюгин А. А. Коммутаторы вычислительных систем: учебное пособие. — М. : Издательский дом МЭИ, 2008. — 112 с.
- Дерюгин А. А. Учебное пособие по курсу "Методы автоматизации проектирования ЭВМ": Автоматизация проектирования запонимающих устройств / Ред. И.И. Дзегеленок. — М. : Изд-во МЭИ, 1981. — 66 с.
- Поляков А. К., Раков В. К. Учебное пособие по курсу "Микропроцессоры и микро-ЭВМ": Программное обеспечение микропроцессорных систем / Ред. В. А. Мясников, А. А. Дерюгин. — М. : Изд-во МЭИ, 1986. — 73 с.
- Алексахина Л. П., Поляков А. К. Учебное пособие по курсу "Микропроцессоры и микро-ЭВМ": Программирование на языке Ассемблера К580 / Ред. А. А. Дерюгин. — М. : Изд-во МЭИ, 1986. — 95 с.
- Иванов А. В., Кленов С. И. Построение микропроцессорных систем на базе 16-разрядных процессоров. / Ред. А. А. Дерюгин. — М. : Моск. энерг. ин-т, 1988. — 60 с.
- Иванов А. В., Кленов С. И. Построение микропроцессорных систем базе однокристальных микроЭВМ К1816ВЕ51. / Ред. А.А. Дерюгин. — М. : Изд-во МЭИ(ТУ), 1992. — 52 с.
- Ладыгин И. И., Белоцицкий Н. С. Основы построения вычислительных систем: Учебное пособие по курсу "Вычислительные системы и сети" / Ред. А. А. Дерюгин. — М. : МЭИ(ТУ), 1992. — 52 с.
- Дзегеленок И. И., Шигин А. Г. Учебное пособие по курсу "Автоматизация проектирования ЦВМ": Методика выбора структур ЦВМ / Ред. А.А. Дерюгин. — М. : Изд-во МЭИ, 1979. — 60 с.
- Поляков А. К. Учебное пособие по курсу "Теоретические основы ЭВМ": Моделирование ЭВМ на ЭВМ / Ред. А. А. Дерюгин . – М. : Изд-во МЭИ, 1981 . – 106 с.